# Vakschool
De vakschool is in Vlaanderen een oude, niet-officiële benaming van een secundaire school waar vooral jongens een "vak" of stiel leerden. Doorgaans werd de term voorbehouden voor een vak in de nijverheidstechnische richtingen zoals lasser, plaatbewerker, elektricien, autotechnicus, metser, schrijnwerker, schilder, enzovoorts.

In sommige kringen kreeg de term "vakschool" een pejoratieve bijklank, omdat ze vooral bezocht werd door leerlingen uit de lagere sociale klassen, en men er voornamelijk Beroepssecundair onderwijs inrichtte. De instellingen veranderden daarom hun naam in bijvoorbeeld 'nijverheidschool', of  (vrij) technisch instituut (VTI) of (provinciaal) technisch instituut (PTI).
In Nederland kende men voor een aantal specifieke beroepen de rijksvakschool of de bedrijfsvakschool en tot de invoering van de Mammoetwet in 1968 waren er nijverheidscholen, ambachtscholen en huishoudscholen die het lager beroepsonderwijs verzorgden.